# 광주양동초등학교
광주양동초등학교는 대한민국 광주광역시 서구 양동에 있는 공립 초등학교이다.

## 학교 연혁
- 1954년 7월 30일 설립인가
- 1955년 4월 6일 광주양동국민학교 개교
- 1985년 3월 1일 병설유치원 개원
- 1994년 3월 2일 병설유아방 개방
- 1996년 3월 1일 광주양동초등학교로 개명
- 2005년 3월 1일 특수학급 (1학급) 설치
- 2005년 6월 14일 서구청 지원 학교 구강보건실 개소
- 2006년 2월 2일 '학교숲' 가꾸기 학교 지정 (3년, 유한킴벌리 매년 1,000만원 지원)
- 2006년 11월 1일 방과후 보육교실 개소
- 2008년 9월 10일 페리오 양치교실 개소
- 2017년 9월 1일 제26대 박봉순 교장 부임
- 2020년 1월 6일 제60회 졸업(누계 23,118명)

## 통학 구역
- 서구 양3동 11통~14통
- 서구 양동 4통~15통
- 남구 월산동 "22통 1반 일부 (291,291-32,34,60,61,64,65,78,79,112번지만), 26통 6반(289-19, 290, 290-3,4,7,10,11,14,19,24,27,37,77만), 27통 2~3반(220-14,19,36,37,41,326-51제외), 28~32통, 33통(280-3,4,6,363-44,59,61,77만)"

## 참고 자료
- 광주양동초등학교 - 한국교육학술정보원 학교알리미